# 克伦尼民族进步党
克伦尼民族进步党（簡稱KNPP），又译克耶民族进步党、克雅民族进步党、红色克伦民族进步党，是缅甸克耶邦的一个克耶族政党。其下属武装克伦尼军自1957年始为建立一个独立的民族国家而对抗中央政府。2012年6月，缅甸政府与克耶民族进步党达成永久和平协议。1995年签署了类似的停火协议，但协议在三个月内终止。